# Vicia aphylla
Vicia aphylla är en ärtväxtart som beskrevs av Heinrich Friedrich Link. Vicia aphylla ingår i släktet vickrar, och familjen ärtväxter. Inga underarter finns listade i Catalogue of Life.